# Hugo Savinovich
Hugo Savinovich (Guayaquil, 15 febbraio 1959) è un commentatore televisivo ed ex wrestler ecuadoriano.
È principalmente noto per i suoi trascorsi nella World Wrestling Federation/Entertainment dal 1994 al 2011 come commentatore in lingua spagnola e nella World Wrestling Council di Porto Rico, dove svolse anche l'attività di lottatore occasionale e manager di wrestling.
Dal 2013 lavora nella Lucha Libre AAA come commentatore in lingua spagnola e booker.